# منطقه حفاظت‌شده کمرسرخ
منطقهٔ حفاظت‌شدهٔ کمرسرخ یک منطقهٔ حفاظت‌شده با مساحت ۵۲۸۰ هکتار است که در استان خراسان جنوبی در ایران قرار دارد. این منطقهٔ حفاظت‌شده طبق مصوبهٔ شمارهٔ ۷۶۴ در تاریخ ۹۸/۴/۲۵ در فهرست مناطق تحت حفاظت سازمان محیط زیست ایران قرار گرفت.